# 多昂
多昂（法語：Dohem，法語發音：[dɔɑ̃]）是法国上法蘭西大區加来海峡省的一个市镇，属于圣奥梅尔区。

## 地理
多昂（50°38'17"N, 2°11'9"E）面积9.16 平方千米，位于法国上法蘭西大區加来海峡省，该省份为法国北部沿海省份，西北濒北海，南至索姆省，东临北部省。
与多昂接壤的市镇（或旧市镇、城区）包括：克莱蒂、欧丹克坦、圣马丹达尔丹冈、阿夫鲁、科耶克、德莱特。
多昂的时区为UTC+01:00、UTC+02:00（夏令时）。

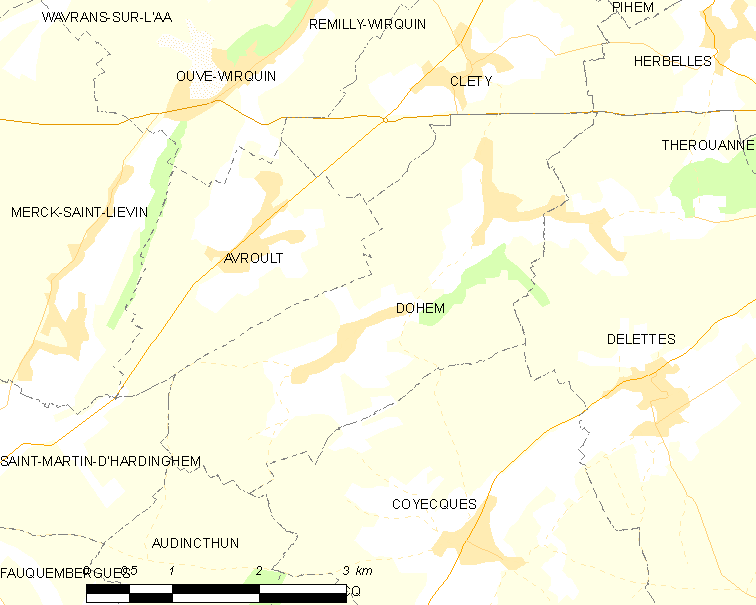
多昂的OSM定位图

## 行政
多昂的邮政编码为62380，INSEE市镇编码为62271。

## 政治
多昂所属的省级选区为兰布尔县。

## 人口

1962-2008年间多昂人口变化图示

多昂于2022年1月1日时的人口数量为830人。